# Agatàgetos
Agatàgetos (en llatí Agathagetus, en grec antic Ἀγαθάγητος) fou un polític de l'illa de Rodes que va prendre partit pels romans i va intentar convèncer el govern de l'illa d'aliar-se a Roma durant la guerra amb Perseu de Macedònia, vers el 171 aC, segons explica Polibi.